# 埃尔菲·齐恩
埃尔菲·齐恩（德語：Elfi Zinn，1953年8月24日—），旧姓罗斯特（Rost），德国女子田径运动员，主攻800米赛跑。她曾代表东德参加1976年夏季奥林匹克运动会田径比赛，获得女子800米铜牌。